# Candiru
 For alternative betydninger, se Vampyrfisk.
Candiru, vampyrfisk (latin Vandellia cirrhosa) er en malle og en sydamerikansk parasit. Den kan svømme op i urinrøret (penis), vagina og endetarmen, når man bader i den blandede flod i Amazonfloden.
Candiru har en modhage som den sætter sig fast med i fx urinrøret, hvor den derefter suger næring fra offeret. Den er kun de 25 mm, når den sætter sig fast, men kan blive op til 17 cm.